# Angélica de la Peña Gómez
Angélica de la Peña Gómez (Guadalajara, Jalisco; 30 de mayo de 1954) es una política mexicana y Licenciada en Teatro por la Escuela de Artes Plásticas de la Universidad de Guadalajara. Fue Senadora de la República por el Partido de la Revolución Democrática y presidiaria de la comisión de Derechos Humanos.

## Biografía
Así como integrante de la comisión Anticorrupción y Participación Ciudadana, y de la Comisión Especial para la Atención y Seguimiento al caso de la empresa Oceanografía.
Cuenta con un amplio perfil como defensora de los derechos humanos de las niñas, los niños, los adolescentes y de las mujeres, y tiene una relación permanente con diversas Redes y Organizaciones de la Sociedad Civil. Fundadora de Mujeres en Lucha por la Democracia, una asociación civil de la cual también fue integrante de su ejecutivo nacional en 1992; del Observatorio de Políticas de Niñez y familias, A.C. y de la Red de Investigadoras por la Vida y la Libertad de las Mujeres, A.C.

## Trayectoria
Es secretaria de las comisiones para la Igualdad de Género, Contra la Trata de Personas, Especial de los Derechos de la Niñez y de la Adolescencia y del Comité de Garantía de Acceso y Transparencia de la Información del Senado de la República.